# Orquesta del Teatro Mariinski

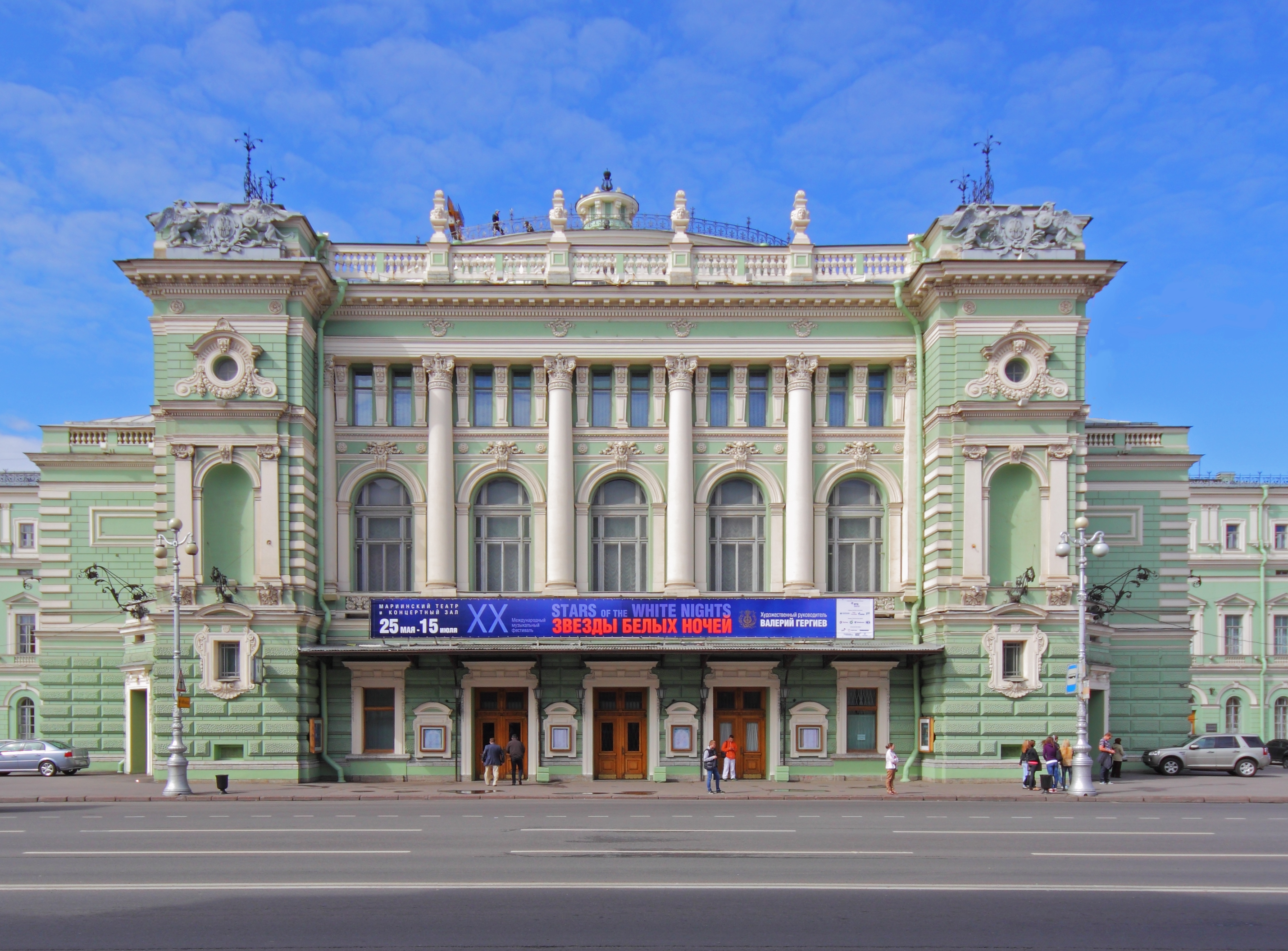
Teatro Mariinski de San Petersburgo.

La Orquesta Sinfónica del Teatro Mariinski de San Petersburgo o simplemente la Orquesta Mariinski (anteriormente conocida como la Orquesta Kírov) se encuentra en el Teatro Mariinski en San Petersburgo, Rusia. La orquesta fue fundada en 1783 durante el reinado de Catalina la Grande, antes de la revolución era conocida como la Orquesta de la Ópera Imperial de Rusia. La orquesta es una de las instituciones musicales más antiguas y prestigiosas de Rusia.
En 1935, Iósif Stalin cambió su nombre (y el del Ballet) al Kírov, después de Serguéi Kírov, el primer secretario del Partido Comunista en Leningrado, cuyo asesinato en 1934 por su régimen Stalin intentaba encubrir. Después del colapso de la Unión Soviética, el nombre fue cambiado de nuevo a Mariinski en 1992.
El director artístico y general actual del Teatro Mariinski es el director Valeri Guérguiev y el director invitado principal es Nikolaj Znaider. Bajo Guérguiev, la Orquesta Mariinski se ha convertido en una de las principales orquestas sinfónicas en Rusia.